# Sean Casten
Sean Thomas Casten, né le 23 novembre 1971 à Dublin, en Irlande, est un homme politique américain. Membre du Parti démocrate, il est élu depuis 2019 à la Chambre des représentants des États-Unis, où il représente le 6e district de l'Illinois.

## Biographie

### Études et carrière professionnelle
Casten étudie au Middlebury College, où il obtient un baccalauréat universitaire en 1993. Il est diplômé d'un master en ingénierie biomécanique et en management d'ingénierie du Dartmouth College en 1998.
En 2000, il devient président de Turbosteam, qui propose des équipements pour transformer l'énergie perdue d'usines en électricité. En 2007, il fonde avec son père Recycled Energy Development LLC,, une société spécialisée dans la transformation des émissions des centrales électriques en énergie. Son père, Thomas Casten, a fondé plusieurs entreprises dans le secteur. Recycled Energy Development LLC est vendue en 2016. Parallèlement, Casten préside l'association américaine de cogénération (en anglais : United States Combined Heat and Power Association).

### Carrière politique
Lors des élections de 2018, Casten se présente à la Chambre des représentants des États-Unis dans le 6e district de l'Illinois, détenu par le républicain Peter Roskam depuis 2007. Bien que la circonscription soit historiquement conservatrice,, elle a préféré Hillary Clinton à Donald Trump en 2016,. Il remporte la primaire démocrate en ayant principalement fait campagne sur la question du changement climatique. Il rassemble environ 30 % des voix, devaçant notamment Kelly Mazeski (27 %) et Carole Cheney (17 %).
Pour l'élection générale, Casten fait campagne sur la protection de l'environnement, la santé et le contrôle des armes à feu tandis que Roskam centre son message les réductions d'impôts. Lors des dernières semaines de campagne, Casten et Roskam sont donnés au coude-à-coude, avec une légère avance pour le démocrate. Il est élu représentant avec environ 53 % des voix,. Il est le premier démocrate à représenter ces banlieues ouest de Chicago au Congrès depuis 1972.